# آکیرا ایوازاکی
آکیرا ایوازاکی (انگلیسی: Akira Iwasaki; ۱۸ نوامبر ۱۹۰۳ – ۱۶ سپتامبر ۱۹۸۱) روزنامه‌نگار، منتقد سینما، تهیه‌کننده فیلم، کارگردان فیلم، و فیلم‌بردار اهل ژاپن بود.